# Краснокрылый куриный голубь
Краснокрылый куриный голубь, или пурпурноплечий земляной голубь (лат. Pampusana erythroptera) — вид птиц из семейства голубиных, находящийся под угрозой исчезновения. Является эндемиком архипелага Туамоту, входящим в состав Французской Полинезии с недавними встречами на атоллах Матуреивавао, Рангироа, Тенараро, Моране, Ваханга и, возможно, Тикехау. Использует для гнездования тропические леса, особенно заросшие панданом (Pandanus tectorius), пизонией (Pisonia grandis) и кустарниками, но он также был зарегистрирован в густном кустарнике, растущем ниже кокосовых пальм. Ему угрожает потеря мест обитания и хищничество таких ввезённых видов, как кошки и крысы. По оценкам, общая численность популяции составляет около 100—120 птиц, и она уже исчезла с нескольких островов, где обитала раньше.

## Таксономия
Краснокрылый куриный голубь изначально был описан в 1789 году как Columba erythroptera Иоганом Фридрихом Гмелином Голотип был собран с острова Муреа на Островах Общества.. Краснокрылый куриный голубь образует видовой комплекс с ближайшими родственными видами: белогрудым, белолобым и белогорлым куриными голубями. Этот видовой комплекс тесно связан с самоанским, санта-крусским и большеклювым куриными голубями.
Многочисленные формы краснокрылого куриного голубя были изображены на разных островах и атоллах, которые раньше составляли его ареал; однако большинство оригинальных образцов были потеряны и теперь представлены только картинами, и некоторые из предложенных форм могут быть получены из неточных описаний и картин. Два подвида являются общепризнанными. Номинативный подвид Gallicolumba erythroptera erythroptera был описан Гмелиным в 1789 году и первоначально был найден на Таити, Муреа, Марии, Марутеа, Матуреивавао, Рангироа, Тенараро, Тенарунга и Ванавана. Второй подвид был первоначально описан, как Gallicolumba erythroptera pectoralis в 1848 году Titian Peale из образца самки, собранного на Араките; однако, так как ни один образец самца не был описан с острова, невозможно приписать эту птицу к конкретному подвиду и Gallicolumba erythroptera pectoralis был признан недействительным. Вместо этого, Gallicolumba erythroptera albicollis, который был описан Томмазо Сальвадори в 1892 году, используется для птиц, найденных на Хао, Хити, и, вероятно, Таханеа. Было высказано предположение, что этот подвид является просто цветовым вариантом, но оно не было принято. Краснокрылый куриный голубь известен только из экземпляров самок для остальной части его ареала, поэтому популяции с этих островов не приписываются подвиду.
Международный союз орнитологов не выделяет подвидов.

## Описание

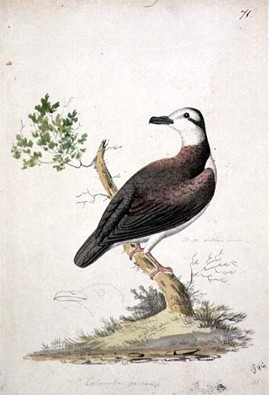
Иллюстрация образца из Муреа Уильяма Эллиса, 1770-е годы

Краснокрылый куриный голубь — маленький, пухлый голубь, который проявляет половой диморфизм. Самцы краснокрылого куриного голубя номинативного подвида имеют белые лбы, щеки, горло и грудь. Макушка, затылок и ушные полосы имеют серый цвет. Верхние части тела — темно-оливково-серый с фиолетовым отливом или, если перья полиняли, каштаново-красная переливчатость на задней части шеи и крыльев. Нижние части черноватые. У самцов подвида albicollis, голова полностью белая. Самки обоих подвидов выглядят одинаково; они ярко-красновато-коричневого цвета в целом, который сильно окаймлен красновато-фиолетовым на макушке, шее и кроющих перьях. Покров, спина, надхвостье и внутренние крыльевые перья — темно-оливковые, и есть бледный грудной щит. Это оперение часто исчезает из-за интенсивного износа. Молодые птицы краснокрылого куриного голубя окрашены в красный цвет, многие из его перьев окаймлены корично-рыжим цветом. Белые части лица и нижних частей тела покрыты серым цветом. Молодых самцов можно отличить от юных самок за счёт отсутствия бледного нагрудного щита и пурпурно-окаймлённых перьев на лопатках и малых покровах. Взрослый краснокрылый куриный голубь достигает в длину от 23,5 до 26 см и весит от 105 до 122 г. Ноги и стопы — пурпурно-чёрные.
Зов краснокрылого куриного голубя был описан как низкий, хриплый стон.

## Распространение и местообитания
Краснокрылый куриный голубь первоначально был найден как на архипелаге Туамоту, так и на Островах Общества. С тех пор он был истреблён с Островов Общества, он был найден на Таити и Муреа. В Туамоту был зарегистрирован на Араките, Хао, Хити, Марии, Марутеа, Матуреивавао, Рангироа, Тенараро, Тенарунга и Ванавана. Кроме того, местные сообщения говорят о том, что краснокрылый куриный голубь, вероятно, жил на Факарава, Катиу, Макемо, Манихи, Таханеа, Тикехау и Туанаке, хотя с этих островов никогда не собирались образцы.
Первоначально, краснокрылый куриный голубь обитал на гористых вулканических островах и близлежащих атоллах и островках. Однако, ввоз кошек и крыс искоренил голубя с горных вулканических островов. На островках и атоллах он обитает в лесах с хорошо развитым подлеском гусных кустарников, папоротников и трав, в районах с низким, густым кустарником и в рощах растений пандана с редкой наземной растительностью.

## Экология и поведение
Краснокрылый куриный голубь — наземная и скрытная птица. Он, в первую очередь, питается, выкапывая из земли семена, таких растений как моринда и турнефортия; однако, как известно, он держится на деревьях и кустарниках, где питается почками портулака, семенами росички и листьями молочая. Краснокрылый куриный голубь приземляется таким же образом, как и куропатки, в то время как его крылья создают жужжащий звук. Мало что известно о поведении вида во время размножения, хотя потомство наблюдали в январе-апреле.

## Статус
Краснокрылый куриный голубь когда-то встречался достаточно часто на большинстве островов, на которых он обитал. Однако, поскольку у этого наземного вида не было коренных хищников-млекопитающих, он очень уязвим для ввезённых диких кошек и крыс. Краснокрылый куриный голубь стал локально вымершим на большинстве островов вскоре после того, как они были открыты европейцами, и считается, что численность популяции уже была на низком уровне задолго до этого. С 1950 года голубь был зарегистрирован только на двух островах; три образца были собраны из Матуреивавао, в то время как на атолле Рангироа в 1991 году на двух его островах было обнаружено небольшое количество от 12 до 20 птиц. Считается, что данный вид исчез на Островах Общества и на большей части своего ареала в Туамоту; однако эти острова редко посещаются орнитологами, и многие небольшие островки необходимо исследовать, чтобы определить, есть ли на них выжившая популяция вида. Кроме того, опрос в 1970-х годах пропустил популяцию куриных голубей на атолле Рангироа, что означает, что он может выжить незамеченным на других островках. В дополнение к угрозе от ввезённых хищников, низколежащие атоллы, на которых он выживает, находятся под угрозой затопления из-за повышения уровня моря.